# Санграм Сінґх
Санграм Сінґх (*संग्राम सिंह, 12 квітня 1484 —17 березня 1527) — раджпутський рана князівства Мевар у 1509–1527 році.

## Життєпис
Походив з раджпутського клану Сесодія. Замолоду Саграму довелося деякий час боротися за трон свого батька Рани Раймала. У 1510-х роках розпочалася тривала війна з Малавським султанатом. Спроба останнього спиратися на допомогу династії Лоді не принесло успіху — Санграм Сінґх переміг Махмуда II, султана Малви, захопивши того у полон. Втім раджпутський князь повернув трон султанові Махмуду.
У 1517 році розпочав війну проти Ібрагіма Лоді, яка тривала з перемінним успіхом до 1518 року. В цих битвах Санграм Сінґх втратив око та руку, в той же час розповсюдив свою владу на майже усю Раджпутану. Незабаром Ібрагім Лоді намагався відбити втрачені землі, проте у 1519 році раджпути Санграма перемогли війська Лоді при Дхолпурі. В подальшому війна час від часу спалахувала знову. 
Того ж року виступив на допомогу Чанда Пурбії, візиру Малавського султанату, який воював проти власного султана Махмуд Шаха II, що спирався на гуджаратське військо. У вирішальній битві біля Гаграону меварське військо здобуло переконливу перемогу, захопивши в полон султана. Останній вимушений був визнати зверхність Меварського князівства над Малавським султанатом та сплатити данину. Незабаром Санграм Сінґх зайняв Мандасор в султанаті, а його союзники і васали розділили решту цієї держави. Невдовзі меварський магарана підійшов до Ідару, де повстав місцевий раджа Раймал. Гуджаратські війська зазнали поразок в битвах біля Ідару та Ахмеднагару, меварці розграбували місто Вішалнагар. Втім загроза з боку делійського султана Ібрагіма Лоді змусило Санграм Сінґха повернутися до себе.
1521 року стикнувся з вторгненням гуджаратського султана Музаффар-шаха II, від якого зазнав поразки. Зрештою надавши багаті подарунки та передавши власного сина в якості заручника, домігся повернення ворожого війська до себе. 
У 1525 році Санграм Сінґх уклав союз з Бабуром проти Ібрагіма Лоді, сподіваючись тим самим знищити Делійський султанат. Проте після поразки Лоді у 1526 році й затвердження Бабура на півночі Індії, раджпутський князь побачив свою помилку. після цього рушив проти військ Бабура. Спочатку захопив м. Кандар, потім Баяну (70 км від Аґри). Вирішальна битва відбулася 13 березня при Кханві (неподалік Фатехпур-Сікрі), де Санграм зазнав поразки й був тяжко поранений. Помер він 17 березня у м. Калпі. Трон спадкував син Ратан Сінґх II.